# Prototrygaeus jordanae
Prototrygaeus jordanae är en havsspindelart som beskrevs av Child, C.A. 1990. Prototrygaeus jordanae ingår i släktet Prototrygaeus och familjen Ammotheidae. Inga underarter finns listade i Catalogue of Life.